# Каннамі

Канна́мі (яп. 函南町, かんなみちょう, МФА: [kan̚.namʲi t͡ɕoː]?) — містечко в Японії, в повіті Таґата префектури Сідзуока. Розташоване в східній частині префектури. Отримало статус містечка 1963 року. Площа становить 65,13 км². Станом на 1 серпня 2011 року населення складало 38 503  осіб, густота населення — 591 осіб/км². Основою економіки є хімічна промисловість.  